# Arholzen
Arholzen est une municipalité allemande située dans le land de Basse-Saxe et l'arrondissement de Holzminden. Selon le recensement du 31 décembre 2011 elle compte 391 habitants.